# Anne Marie McEvoy
Anne Marie McEvoy (Estados Unidos, 19 de septiembre de 1975) es una exactriz, psicóloga y profesora estadounidense. Es conocida por su papel principal en la película de terror Children of the Corn (1984), y por su participación en algunos episodios de la tercera temporada de Full House.

## Carrera
El primer papel importante de McEvoy fue en la serie de comedia estadounidense Archie Bunker's Place, de 1982. También apareció como estrella invitada y protagonizó varias películas y series de televisión. McEvoy es conocida por interpretar a Kathy Santoni en la tercera temporada de la serie de comedia Full House. También apareció como Sarah en la película Children of the Corn (1984), participó en la película de televisión Lots of Luck (1985), y también en la película japonesa Piramiddo no kanata ni: White Lion densetsu (1989).
También fue la voz original de la hermana de Max, Zoe, en un episodio piloto de un proyecto animado llamado Space Baby (que luego se convirtió en una serie completa de 26 episodios llamada Fantastic Max). El papel fue asignado a Elisabeth Harnois después de que Hanna-Barbera retomase el proyecto y cambiara su nombre a Fantastic Max.
En 1991, McEvoy se tomó un descanso de 25 años de la actuación para centrarse en su vida personal. Repitió su papel de Kathy Santoni en el reboot de Full House, Fuller House.

## Vida personal
McEvoy recibió su licenciatura en psicología en la Universidad de California en Berkeley en 2000. Recibió su doctorado en educación y psicología en la Universidad de Michigan en 2007. Actualmente es profesora en la Universidad de California en Irvine. En otoño de 2009, recibió dos nuevas becas de la Fundación Nacional de la Ciencia. Está casada con James Bradford Conley, y tienen tres hijos juntos. 

## Filmografía
| Año       | Título                                      | Papel            | Notas                                            |
| --------- | ------------------------------------------- | ---------------- | ------------------------------------------------ |
| 1982      | Archie Bunker's Place                       | Niña pequeña     | 1 episodio                                       |
| 1983      | The Paper Chase                             | Stephanie Norman | 1 episodio                                       |
| 1984      | Children of the Corn                        | Sarah            |                                                  |
| 1984      | Invitation to Hell                          | Janie            |                                                  |
| 1985      | Lots of Luck                                |                  | Película para televisión                         |
| 1985      | Sweet Sea                                   | Sweet Sea        | Película para televisión                         |
| 1986      | Space Baby                                  | Zoe (voz)        | Solo piloto original                             |
| 1986      | Family Ties                                 | Alice            | 1 episodio                                       |
| 1986      | Potato Head Kids                            | Puff (voz)       |                                                  |
| 1989      | Piramiddo no kanata ni: White Lion densetsu | María            |                                                  |
| 1989      | Free Spirit                                 | Dawn             | 1 episodio                                       |
| 1989-1990 | Full House                                  | Kathy Santoni    | 4 episodios                                      |
| 2016      | Fuller House                                | Kathy Santoni    | 1 episodio: "DJ and Kimmy's High School Reunion" |